# 杉村隆
杉村隆（日语：／ Sugimura Takashi，1926年4月20日—2020年9月6日），日本生物化学家。他的主要科学贡献为化学致癌物的研究。

## 生平
1926年出生于东京。1949年获得东京大学医学院医学博士学位。1962年7月担任国立癌症研究所生化学研究员。1970年至1985年担任东京大学医学研究所教授。1994年至2000年担任东邦大学校长。2013年至2016年担任日本学士院院长。
2020年9月6日因为心脏衰竭逝世。

## 荣誉
1997年，因在确立癌症成因基本概念方面的贡献获得日本国际奖。